# 卡斯滕·施波尔
卡斯滕·施波尔 (德語：Carsten Spohr, 1966年12月16日—)是一位德国企业家。

## 生平
毕业于卡尔斯鲁厄理工学院，1994年加入汉莎航空。2014年5月起担任汉莎航空董事长兼首席执行官。